# Minister
Minister je visoki državni politik, ki je član vlade oz. podobnega političnega telesa v državi. 
Minister je tako odgovoren za nek del državne uprave (ministrstvo) in je podrejen predsedniku vlade. Poleg tega deluje tudi kot svetovalec predsednika vlade, ali je tudi formalno njegov namestnik. Ministrom brez določenega resorja (ministrstva) se reče "minister brez listnice". 
Ministri so kot visoki politiki člani diplomatskega zbora in tako pod zaščito diplomatske imunitete.